# Billegető lombjáró
A billegető lombjáró (Setophaga palmarum)  a madarak osztályának verébalakúak (Passeriformes) rendjébe és az újvilági poszátafélék (Parulidae) családjába tartozó faj.

## Rendszerezése
A fajt Johann Friedrich Gmelin német ornitológus írta le 1789-ben, a Motacilla nembe Motacilla palmarum néven. Sokáig a Dendroica nembe sorolták Dendroica palmarum néven.

## Alfajai
- Setophaga palmarum hypochrysea (Ridgway, 1876)
- Setophaga palmarum palmarum (J. F. Gmelin, 1789)[2]

## Előfordulása
Észak-Amerikában, Kanada és az Amerikai Egyesült Államok területein fészkel. Telelni délre vonul, eljut Mexikó, Costa Rica, Guatemala, Honduras, Nicaragua, Panama, Aruba, a Bahama-szigetek, Barbados, Belize, Bermuda, a Kajmán-szigetek, Kolumbia, Kuba, a Dominikai Közösség, a Dominikai Köztársaság, Francia Polinézia, Guadeloupe, Haiti, Jamaica, Martinique, Puerto Rico, Saint Lucia, Saint-Pierre és Miquelon, a Turks- és Caicos-szigetek,  Venezuela, az Amerikai Virgin-szigetek és a Brit Virgin-szigetek területére is.
Természetes élőhelyei a tűlevelű erdők, füves puszták és cserjések, vizek és mocsarak közelében, valamint legelők, vidéki kertek és városias régiók.

## Megjelenése
Testhossza 14 centiméter, szárnyfesztávolsága 20-21 centiméter, testtömege 7–13 gramm.
|  |  |

## Életmódja
Nyáron főleg rovarokkal és más ízeltlábúakkal táplálkozik, télen inkább magvakat, bogyókat és nektárt fogyaszt.

## Természetvédelmi helyzete
Az elterjedési területe rendkívül nagy, egyedszáma pedig növekszik. A Természetvédelmi Világszövetség Vörös listáján nem fenyegetett fajként szerepel.

## Forrás
- Birding.hu - magyar neve